# Menulog
Menulog — австралийская и новозеландская компания, а также одноименное приложение для онлайн-заказов продуктов питания на дом. Работающая в формате электронной коммерции компания имеет штаб-квартиру в Сиднее и является дочерней компанией англо-голландской компании Just Eat Takeaway. Имеет более 30 000 партнерских ресторанов по всей Австралии и Новой Зеландии, а также собственную курьерскую доставку.
Menulog включает в себя международные франшизы в том числе McDonald's, KFC, Pizza Hut, Subway. Компания работает в большинстве австралийских городов и штатов. 
Компания получила широкую известность благодаря своей телевизионной рекламе с участием музыканта Snoop Dogg.

## История
Компанию основали в 2006 году Дэн Кетц, Леон Каменев и Кевин Шерман в Сиднее. С момента своего основания компания обработала более 22 миллионов заказов.
В 2007 году Menulog запустила свой сервис, бизнес начал работать в австралийских городах Брисбен, Канберра и Мельбурн. В следующем году Menulog запущен в Аделаиде и в Перте. В 2012 году компания начала работу в Новой Зеландии. В 2009 году Menulog запустил свое первое приложение для iOS, а в 2011 году для Android.
В 2015 году Menulog и EatNow объявили о своем слиянии. Была сформирована компания Menulog Group Limited. В мае 2015 году компанию купил Just Eat, сделка была оценена в 855 миллионов австралийских долларов.
Компания произвела ребрендинг, получила новый логотип, а также получила назначение бывшего генерального директора Groupon Алистара Венна в качестве управляющего директора.
В 2019 году материнская компания Menulog, Just Eat, приняла решение объединиться с амстердамской компанией Takeaway.com. Стоимость сделки составила 8,2 миллиарда фунтов стерлингов. В настоящее время Menulog является дочерней структурой корпорации Just Eat Takeaway.

## Признание
Menulog постоянно принимает участие в исследованиях австралийских продовольственных тенденций. Исследование Menulog 2015 года было опубликовано в газетах Daily Telegraph и The Gerald Sun.
В октябре 2016 года Menulog создала первую 23 сантиметровую «золотую» пиццу в Австралии в партнерстве с Pizza Design Co. Parramatta. Поддержку мероприятию оказали Sunrise и Nine Kitchen. Menulog была награждена «Canstar Blue» за обслуживание клиентов в 2017 году. 
В 2017 году генеральный директор компании получил награду «Executive of the Year». Финансовый директор Мортен Беллинг был признан финансовым директором года.